# منتخب كوريا الجنوبية لكرة القدم للسيدات
منتخب كوريا الجنوبية الوطني لكرة القدم للنساء هو المنتخب الذي يمثل كوريا الجنوبية في منافسات كرة القدم للنساء، والذي يقوم اتحاد كوريا الجنوبية لكرة القدم بإدارة شؤونه، يعتبر من أقوى منتخبات كرة القدم النسائية في قارة آسيا، وأبرز إنجازاته هو حلوله في المركز الثالث في بطولة آسيا سنة 2003.

## روابط خارجية
- الموقع الرسمي